# Mogotes (kommun)
Mogotes är en kommun i Colombia.   Den ligger i departementet Santander, i den centrala delen av landet, 250 km nordost om huvudstaden Bogotá. Antalet invånare är 10 952.